# Mai Liêm Trực
Mai Liêm Trực (sinh 1944) là một tiến sĩ kỹ thuật thông tin liên lạc người Việt. Ông từng giữ chức Thứ trưởng thường trực Bộ Bưu chính Viễn thông, được coi là người mở đường cho bùng nổ Internet tại Việt Nam và từng được bình chọn là người có ảnh hưởng nhất tới sự phát triển của Internet tại Việt Nam trong mười năm gần đây.

## Thân thế
Mai Liêm Trực sinh năm 1944 tại Hoài Nhơn, Bình Định trong gia đình có tám người con. Mai Cù, cha của ông, từng là trưởng Ty Tài chính Bình Định sau đó tập kết ra Bắc và làm trưởng một phòng nghiệp vụ của Bộ Tài chính. Anh ruột của ông, Mai Kỷ, Tiến sĩ ngành luyện kim từng là Thứ trưởng Bộ Luyện kim, Phó chủ nhiệm Văn phòng Chính phủ, Bộ trưởng - Chủ nhiệm Ủy ban Dân số, và em trai là Mai Ái Trực, từng là Bộ trưởng Bộ Tài nguyên Môi trường.

## Giáo dục
Mai Liêm Trực tốt nghiệp Đại học Kỹ thuật Dresden (Đức).
Ông là người thông thạo năm ngoại ngữ.
Năm 1976-1979 ông bảo vệ luận án tiến sĩ ngành kỹ thuật thông tin liên lạc Đại học Kỹ thuật Dresden (Đức).

## Sự nghiệp
Năm 1995-1997, ông là Tổng Giám đốc Tổng công ty Bưu chính Viễn thông Việt Nam;
Năm 1997-2002, ông kế nhiệm ông Đặng Văn Thân làm Tổng cục trưởng Tổng cục Bưu điện (đơn vị tiền thân của Bộ Bưu chính Viễn thông Việt Nam);
Năm 2002-2005, ông là Thứ trưởng thường trực Bộ Bưu chính Viễn thông.
Năm 2003-2005, ông là Chủ tịch Liên đoàn Bóng đá Việt Nam.

## Phát ngôn
- "Bộ máy điều hành bóng đá Việt Nam đi sau xã hội 20 năm!" (phát biểu của ông sau khi rút lui khỏi Liên đoàn bóng đá Việt Nam (VFF))[5]